# エアロゾンデ (航空機)
エアロゾンデ
1998年、大西洋上空のエアロゾンデ
- 用途：観測機
- 製造者：エアロゾンデ社
- 運用状況：現役

エアロゾンデ（Aerosonde）は、気象観測などに用いられる無人航空機。アメリカ合衆国海軍研究局の出資により開発され、オーストラリアのエアロゾンデ社によって生産されている。

## 開発
当初はアメリカ合衆国のインシツとオーストラリアのエンバイロメンタル・システムズ・アンド・サービスズ（Environmental Systems and Services）によって開発されていた。1995年、UAS専門の企業としてエアロゾンデ社が設立され、初期モデルが科学分野に販売された。1997年には自律制御により初飛行している。
1998年、オーストラリア気象局による総合試験を通過した。同年大西洋横断に成功している。
2006年、エアロゾンデ社はAAIにより買収されたが、生産・開発は引き続き行われた。
2009年5月18日、アメリカ合衆国国防総省により、型番XMQ-19が付与された。
2010年1月14日には、M80 スティレットからの発進、回収実験にも成功している。

## 大西洋横断

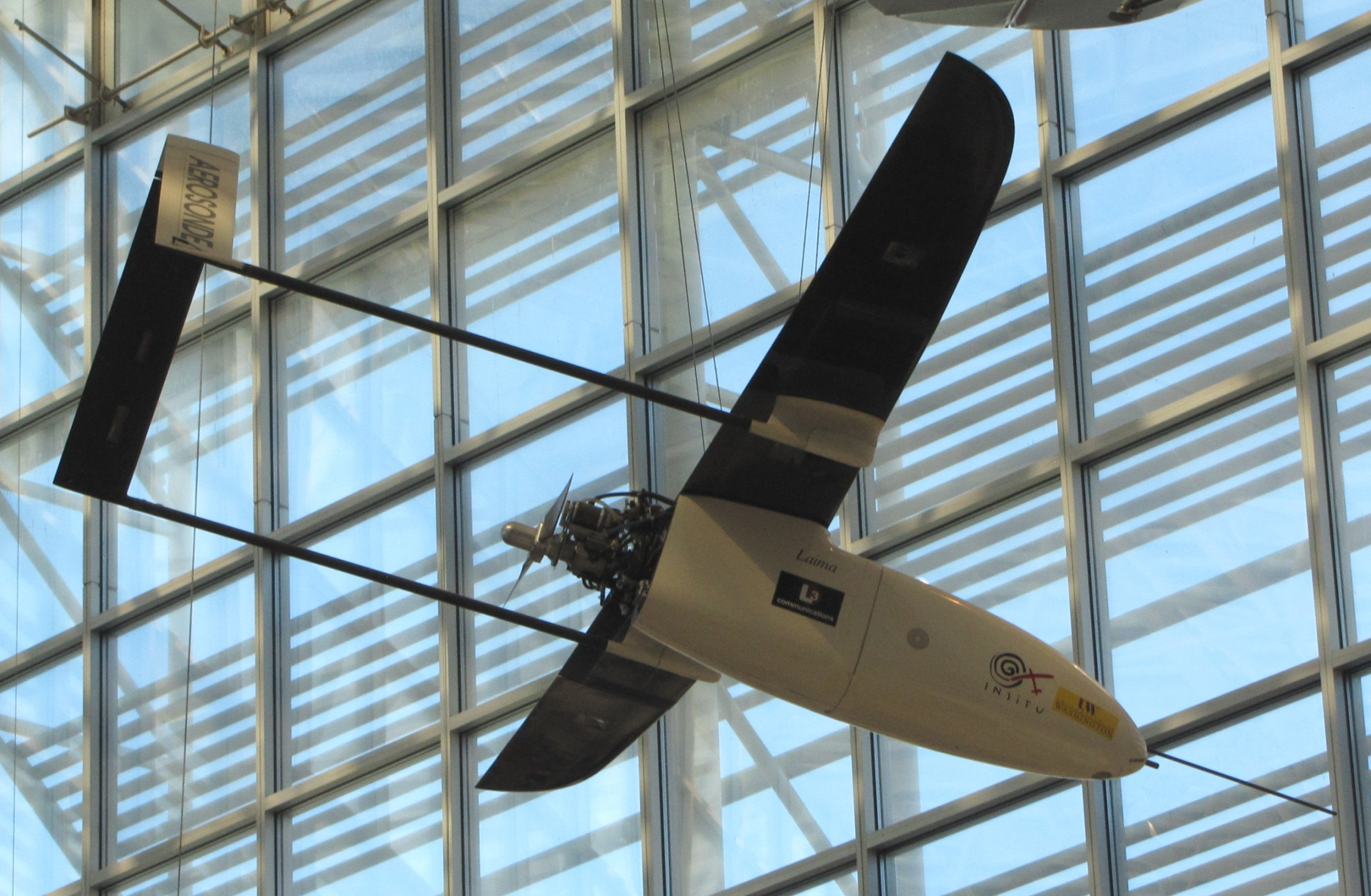
シアトル航空博物館に展示されているライマ

1998年8月20日、ライマ（Laima）と命名されたエアロゾンデ Mark3がニューファンドランド・ラブラドール州のベル島空港に停車した車から離陸、26時間45分をかけて2,044マイルを飛行し、翌日イギリスのヘブリディーズ諸島のベンベキュラ島にあるイギリス国防省の試験場に着陸した。この飛行は、離着陸は人間による制御であり、飛行はプログラムによるものであったが、無人航空機としては初の大西洋横断飛行となった。また、これは2003年8月11日にen:The Spirit of Butts Farmにより更新されるまで最小の機体による記録となった。

## 運用
気象調査、海面観測などの科学調査目的で運用されている。軍用機としては偵察機としての運用が考えられている。
日本の気象庁気象研究所でも2000年から2004年にかけてエアロゾンデを使用した台風、梅雨前線の観測実験を行った。

## 要目

### ライマ
出典: The Museum of Flight
諸元
- 乗員: 0
- 全長: 1.72822m （6フィート）
- 全高: 0.6096m （2フィート）
- 翼幅: 2.94742m（10フィート）
- 翼面積: 0.56669m2 （6ft2）
- 有効搭載量: 13.109kg （29ポンド）
- 動力: 塩谷製作所 R120改 模型飛行機用4サイクルエンジン、    × 1

性能
- 巡航速度: 82.059km/h （51ノット）
- 航続距離: 3288.8km （2,044マイル）

### 4.7
出典: AEROSONDE MARK 4.7:REDEFINING EXPEDITIONARY
諸元
- 乗員: 0
- 全長:
- 全高:
- 翼幅: 3.6m（11.8フィート）
- 有効搭載量:  （10ポンド）
- 最大離陸重量: 17.5（J）／25（K）kg （38.6（J）／55（K）ポンド）
- 動力: 4サイクルガソリン直噴エンジン（Kは2気筒）、    × 1
- Jは標準型、Kはエンジン強化型

性能
- 最大速度:  （62 - 80ノット）
- 巡航速度:  （50 - 60 ノット）
- 実用上昇限度: 4500m （15,000フィート）
- *滞空時間：10時間以上

## 注
1. ↑  ライマはMark3に相当する[9]